# 애술
애술(哀述, 생몰년 미상)은 후삼국 시대 인물로, 백제(후백제)의 장군이다.
936년 9월, 후백제와 고려 사이에 벌어진 일리천 전투에서 고려에 항복한 기록이 있다.
```
<전략>..."百濟左將軍孝奉·德述·哀述·明吉等四人, 見兵勢大盛, 免冑投戈, 降于甄萱馬前, 於是, 賊兵喪氣不敢動. 王勞孝奉等, 問神劒所在, 孝奉等曰 “在中軍, 左右夾擊, 破之必矣."...<후략>
-- 고려사
[
1
]
```

고려사 936년 9월 8일 음력, 갑오(甲午)] 기사에 애술(哀述)이 등장하며, 내용은 다음과 같다. 좌장군(左將軍) 효봉, 덕술, 애술, 명길이 고려의 왕성한 군세에 갑옷을 벗고 창을 던지고, 견훤이 탄 말 앞으로 와서 항복하였으며, 왕이 이들을 위로하고 신검의 행방을 묻자, "중군(中軍)에 있으니 좌우 양쪽을 끼고 공격하면 필히 격파할 수 있을 것"이라 답한다. 고려사절요, 삼국사기, 삼국유사가 이를 비슷하게 적고 있다.
2000년부터 2002년까지 방영한 KBS 대하드라마 태조 왕건에 애술이 등장하며, 배우 이계인이 애술로 분하여 연기하였다.

## 애술이 등장하는 작품
- 《태조 왕건》(KBS, 2000년~2002년, 배우: 이계인)

## 같이 보기
- 일리천 전투